# 1653
Il 1653 (MDCLIII in numeri romani) è un anno  del XVII secolo.

## Eventi
- Giulio Mazzarino riesce a domare la Rivolta della Fronda.
- 14 marzo – Battaglia di Livorno: Nell'ambito della Prima guerra anglo-olandese, la flotta olandese, sotto il comando del Commodoro Johan Van Galen, prevalse sulla flotta inglese guidata dal Capitano Henry Appleton.
- 16 dicembre – Oliver Cromwell assume il titolo di Lord protettore.

## Nati

### Gennaio
- 6 gennaio - Cristiano di Sassonia-Eisenberg, nobile tedesco († 1707)
- 10 gennaio - Gerolamo Frigimelica, architetto, librettista e poeta italiano († 1732)
- 11 gennaio - Gaspar de la Cerda Sandoval Silva y Mendoza, nobile spagnolo († 1697)
- 11 gennaio - Paolo Alessandro Maffei, antiquario e scrittore italiano († 1716)
- 12 gennaio - Anton Maria Salvini, grecista italiano († 1729)
- 17 gennaio - Giovanni Battista Scapitta, architetto italiano

### Febbraio
- 12 febbraio - Giovanni Francesco Grossi, cantante italiano († 1697)
- 14 febbraio - José Gasch, religioso e arcivescovo cattolico spagnolo († 1729)
- 17 febbraio - Arcangelo Corelli, compositore e violinista italiano († 1713)
- 22 febbraio - Vidal Marín del Campo, vescovo cattolico spagnolo († 1709)

### Marzo
- 1º marzo - Jean-Baptiste-Henri de Valincourt, letterato francese († 1730)
- 1º marzo - Pacifico da San Severino, religioso, presbitero e santo italiano († 1721)
- 10 marzo - John Benbow, ammiraglio inglese († 1702)
- 17 marzo - Giovanni Anastasi, pittore italiano († 1704)

### Aprile
- 2 aprile - Giorgio di Danimarca, nobile († 1708)
- 6 aprile - Federico Luigi di Schleswig-Holstein-Sonderburg-Beck, ufficiale tedesco († 1728)
- 19 aprile - Lorenz Beger, giurista, numismatico e archivista tedesco († 1705)
- 25 aprile - Benedetto Pamphilj, cardinale e librettista italiano († 1730)
- 26 aprile - Jan Vaerman, matematico fiammingo († 1731)

### Maggio
- 4 maggio - Sofia Elisabetta di Schleswig-Holstein-Sonderburg-Wiesenburg, nobildonna tedesca († 1684)
- 8 maggio - Claude Louis Hector de Villars, generale francese († 1734)
- 13 maggio - Giuseppe Maria Mazza, scultore e pittore italiano († 1741)
- 15 maggio - Arnold de Ville, ingegnere e imprenditore francese († 1722)
- 21 maggio - Eleonora Maria Giuseppina d'Austria, regina († 1697)
- 24 maggio - Salvatore Bianchi, pittore italiano († 1727)
- 30 maggio - Claudia Felicita d'Austria, sovrana († 1676)

### Giugno
- 1º giugno - Georg Muffat, organista e compositore tedesco († 1704)
- 1º giugno - Abraham Sharp, matematico e astronomo inglese († 1742)
- 12 giugno - Amalia di Curlandia, nobile († 1711)
- 16 giugno - James Bertie, I conte di Abingdon, nobile inglese († 1699)
- 22 giugno - André-Hercule de Fleury, cardinale, vescovo cattolico e politico francese († 1743)
- 30 giugno - Cristina Guglielmina d'Assia-Homburg, nobildonna († 1722)

### Luglio
- 7 luglio - Charles-François de Vintimille du Luc, politico francese († 1740)
- 25 luglio - Jacques-Philippe Ferrand, pittore e miniatore francese († 1732)

### Agosto
- 9 agosto - John Oldham, poeta inglese († 1683)
- 10 agosto - Louis Pécour, danzatore e coreografo francese († 1729)
- 10 agosto - Edward Russell, I conte di Orford, ammiraglio britannico († 1727)
- 14 agosto - Christopher Monck, II duca di Albemarle, militare e politico inglese († 1688)
- 18 agosto - Giulio Sigismondo di Württemberg-Juliusburg, generale prussiano († 1684)
- 21 agosto - Francesco Maria Imperiale, doge italiano († 1736)

### Settembre
- 2 settembre - Giovanni Antonio Matera, scultore italiano († 1718)
- 10 settembre - Domenico Sabbatino, vescovo cattolico e teologo italiano († 1721)
- 21 settembre - Alfonso de Aguilar, cardinale spagnolo († 1699)
- 24 settembre - Prospero Marefoschi, cardinale e arcivescovo cattolico italiano († 1732)

### Ottobre
- 5 ottobre - Daniele Dolfin, cardinale e arcivescovo cattolico italiano († 1704)
- 8 ottobre - Michel Baron, attore teatrale e drammaturgo francese († 1729)
- 10 ottobre - Antonio Günther II di Schwarzburg-Sondershausen-Arnstadt, nobile († 1716)
- 14 ottobre - Marie Poussepin, religiosa francese († 1744)
- 16 ottobre - Domenico Maria Bonavera, incisore italiano († 1731)
- 20 ottobre - Charles-François Poerson, pittore francese († 1725)

### Novembre
- 9 novembre - Jean-Baptiste Belin, pittore francese († 1715)
- 11 novembre - Carlo Ruzzini, doge († 1735)
- 18 novembre - Giberto da Correggio di Maurizio, nobile italiano († 1707)
- 19 novembre - Cristiano II di Sassonia-Merseburg, duca († 1694)

### Dicembre
- 3 dicembre - Giovanni Battista Tolomei, cardinale, filosofo e teologo italiano († 1726)
- 5 dicembre - Giovanni Canti, pittore italiano († 1716)
- 12 dicembre - Jeremias Süßner, scultore tedesco († 1690)
- 15 dicembre - Andreas Stübel, teologo, filosofo e pedagogista tedesco († 1725)
- 21 dicembre - Tommaso Aldrovandini, pittore italiano († 1736)
- 26 dicembre - Johann Conrad Peyer, anatomista svizzero († 1712)
- 28 dicembre - Benedetto Cappello, politico e funzionario italiano († 1701)

### Senza giorno specificato
- Anu Khatun, regina mongola († 1696)
- Giuseppe Maria d'Altemps, IV duca di Gallese, nobile italiano († 1713)
- Giovanni Bassignano, architetto e ingegnere italiano († 1717)
- Claude Bertin, scultore francese († 1705)
- Francesco Bertinetti, medaglista italiano († 1686)
- John Campbell, editore britannico († 1728)
- Thomas D'Urfey, drammaturgo e poeta britannico († 1723)
- Domenico Maria De Mari, doge italiano († 1726)
- Mathurin Desmarestz, pirata francese († 1700)
- Angelo Massarotti, pittore italiano († 1723)
- Baltasar de Mendoza y Sandoval, vescovo cattolico spagnolo († 1727)
- Chikamatsu Monzaemon, scrittore e drammaturgo giapponese († 1724)
- Gilles Charles des Nos, ammiraglio francese († 1726)
- Johann Pachelbel, musicista, compositore e organista tedesco († 1706)
- Samuel Parris, pastore protestante inglese († 1720)
- Arnold Quellinus, scultore fiammingo († 1686)
- Giuseppe Serpotta, scultore e stuccatore italiano († 1719)
- Sante Vandi, pittore italiano († 1716)
- Caspar van Wittel, pittore olandese († 1736)
- Yves d'Alègre, generale francese († 1733)
- Augustin-Charles d'Aviler, architetto e scrittore francese († 1701)
- Cesare Ignazio d'Este, nobile italiano († 1713)

## Morti

### Gennaio
- 1º gennaio - Shakrunnissa Begum, principessa indiana
- 16 gennaio - John Digby, I conte di Bristol, diplomatico inglese (n. 1580)
- 21 gennaio - Lawrence Washington, religioso britannico (n. 1602)

### Febbraio
- 4 febbraio - Jasper Hanebuth, serial killer e mercenario tedesco (n. 1607)
- 19 febbraio - Luigi Rossi, compositore e musicista italiano
- 26 febbraio - Tiberio Cenci, cardinale e vescovo cattolico italiano (n. 1581)
- 27 febbraio - Diego López Pacheco Cabrera y Bobadilla, nobile spagnolo (n. 1599)

### Marzo
- 10 marzo - Giovanni Ludovico di Nassau-Hadamar, nobile tedesco (n. 1590)
- 13 marzo - Simon de Vlieger, pittore e incisore olandese
- 20 marzo - Volfango Guglielmo del Palatinato-Neuburg, duca (n. 1578)
- 21 marzo - Tarhuncu Ahmed Pascià, politico ottomano
- 22 marzo - François de Harlay de Champvallon, arcivescovo cattolico, teologo e scrittore francese (n. 1586)
- 24 marzo - Alphonse-Louis du Plessis de Richelieu, cardinale francese (n. 1582)

### Aprile
- 22 aprile - Robert Howard, nobile e politico inglese (n. 1584)

### Maggio
- 11 maggio - Giacomo Accarisi, filosofo e vescovo cattolico italiano (n. 1599)
- 15 maggio - Teodosio di Braganza, principe portoghese (n. 1634)
- 19 maggio - Elisabetta Lucrezia di Teschen, duchessa (n. 1599)
- 26 maggio - Robert Filmer, filosofo inglese (n. 1588)

### Giugno
- 5 giugno - Federico Corner, cardinale e patriarca cattolico italiano (n. 1579)
- 20 giugno - Itō Ittōsai, samurai giapponese (n. 1560)

### Luglio
- 10 luglio - Gabriel Naudé, scrittore e bibliotecario francese (n. 1600)

### Agosto
- 10 agosto - Maarten Tromp, ammiraglio olandese (n. 1598)
- 16 agosto - Giuliano Finelli, scultore italiano (n. 1602)
- 22 agosto - Augusto di Anhalt-Plötzkau, principe (n. 1575)
- 23 agosto - Matteo Cristiano, avvocato italiano (n. 1616)
- 29 agosto - Gijsbert d'Hondecoeter, pittore e disegnatore olandese

### Settembre
- 3 settembre - Claudius Salmasius, antiquario, umanista e filologo classico francese (n. 1588)
- 6 settembre - Maria Cybo-Malaspina, nobile italiana (n. 1609)
- 13 settembre - Ippolito Francini, artigiano italiano (n. 1593)
- 23 settembre - Jacques Goar, presbitero, filologo classico e bizantinista francese (n. 1601)

### Ottobre
- 1º ottobre - Scipione Agnelli, vescovo cattolico, letterato e giurista italiano (n. 1586)
- 7 ottobre - Fausto Poli, cardinale e arcivescovo cattolico italiano (n. 1581)
- 17 ottobre - Giovanni Francesco Susini, scultore italiano
- 22 ottobre - Jan Wildens, pittore fiammingo (n. 1586)
- 25 ottobre - Théophraste Renaudot, giornalista, medico e filantropo francese (n. 1586)
- 25 ottobre - Gustavo di Wasaborg, condottiero svedese (n. 1616)
- 28 ottobre - Libert Froidmont, teologo e scienziato belga (n. 1587)

### Novembre
- 10 novembre - Montdory, attore teatrale francese (n. 1594)
- 12 novembre - Manuel de Acevedo y Zúñiga,  spagnolo (n. 1586)
- 13 novembre - Luigi Emanuele di Valois-Angoulême, nobile francese (n. 1596)
- 17 novembre - Giovanna di Braganza, nobile portoghese (n. 1636)
- 21 novembre - Vincenzo Rabatta, arcivescovo cattolico italiano (n. 1589)
- 26 novembre - Pál Pálffy, nobile ungherese (n. 1592)

### Dicembre
- 2 dicembre - Domingo Pimentel Zúñiga, cardinale e arcivescovo cattolico spagnolo (n. 1585)
- 13 dicembre - Giovanni Battista Rinuccini, arcivescovo cattolico e diplomatico italiano (n. 1592)
- 15 dicembre - Paride Lodron, arcivescovo cattolico austriaco (n. 1586)
- 18 dicembre - Thomas Hill, presbitero inglese

### Senza giorno specificato
- Adriaen van Utrecht, pittore fiammingo (n. 1599)
- Orazio Albani, ambasciatore italiano (n. 1576)
- Guidubaldo Benamati, poeta e scrittore italiano (n. 1595)
- Francesco Antonio Frascella, arcivescovo cattolico italiano (n. 1600)
- Lewis Gordon, III marchese di Huntly, nobile scozzese (n. 1626)
- Francesco Maria Machiavelli, cardinale e patriarca cattolico italiano
- Giovanni Battista Magnani, architetto italiano (n. 1571)
- Lucrezia Marinelli, poetessa e scrittrice italiana (n. 1571)
- Carlo Marliani, nobile italiano (n. 1606)
- Gillis Peeters il Vecchio, pittore e incisore fiammingo (n. 1612)
- Cesare Penna, scultore italiano (n. 1607)
- Clemente del Pezzo, vescovo cattolico italiano
- David Ramsay, orologiaio scozzese
- Pietro Maria IV de' Rossi, condottiero italiano (n. 1620)
- Francesco Stelluti, naturalista e letterato italiano (n. 1577)
- John Taylor, scrittore e poeta inglese (n. 1578)
- Giovanni Giacomo Tencalla, scultore e architetto svizzero (n. 1591)
- Andrea Vittorelli, presbitero, scrittore e storico italiano (n. 1590)
- Filippo II Francesco d'Este, nobile (n. 1621)
- Jacques de Serisay, poeta francese (n. 1594)
- Bernardo di Villegas, gesuita, teologo e scrittore spagnolo (n. 1592)

## Calendario
| Calendario 1653 | Calendario 1653 | Calendario 1653 | Calendario 1653 | Calendario 1653 | Calendario 1653 | Calendario 1653 | Calendario 1653 | Calendario 1653 | Calendario 1653 | Calendario 1653 | Calendario 1653 | Calendario 1653 | Calendario 1653 | Calendario 1653 | Calendario 1653 | Calendario 1653 | Calendario 1653 | Calendario 1653 | Calendario 1653 | Calendario 1653 | Calendario 1653 | Calendario 1653 | Calendario 1653 | Calendario 1653 | Calendario 1653 | Calendario 1653 | Calendario 1653 | Calendario 1653 | Calendario 1653 | Calendario 1653 | Calendario 1653 | Calendario 1653 |
| --------------- | --------------- | --------------- | --------------- | --------------- | --------------- | --------------- | --------------- | --------------- | --------------- | --------------- | --------------- | --------------- | --------------- | --------------- | --------------- | --------------- | --------------- | --------------- | --------------- | --------------- | --------------- | --------------- | --------------- | --------------- | --------------- | --------------- | --------------- | --------------- | --------------- | --------------- | --------------- | --------------- |
|                 | 1               | 2               | 3               | 4               | 5               | 6               | 7               | 8               | 9               | 10              | 11              | 12              | 13              | 14              | 15              | 16              | 17              | 18              | 19              | 20              | 21              | 22              | 23              | 24              | 25              | 26              | 27              | 28              | 29              | 30              | 31              |                 |
| Gennaio         | Me              | Gi              | Ve              | Sa              | Do              | Lu              | Ma              | Me              | Gi              | Ve              | Sa              | Do              | Lu              | Ma              | Me              | Gi              | Ve              | Sa              | Do              | Lu              | Ma              | Me              | Gi              | Ve              | Sa              | Do              | Lu              | Ma              | Me              | Gi              | Ve              |                 |
| Febbraio        | Sa              | Do              | Lu              | Ma              | Me              | Gi              | Ve              | Sa              | Do              | Lu              | Ma              | Me              | Gi              | Ve              | Sa              | Do              | Lu              | Ma              | Me              | Gi              | Ve              | Sa              | Do              | Lu              | Ma              | Me              | Gi              | Ve              |                 |                 |                 |                 |
| Marzo           | Sa              | Do              | Lu              | Ma              | Me              | Gi              | Ve              | Sa              | Do              | Lu              | Ma              | Me              | Gi              | Ve              | Sa              | Do              | Lu              | Ma              | Me              | Gi              | Ve              | Sa              | Do              | Lu              | Ma              | Me              | Gi              | Ve              | Sa              | Do              | Lu              |                 |
| Aprile          | Ma              | Me              | Gi              | Ve              | Sa              | Do              | Lu              | Ma              | Me              | Gi              | Ve              | Sa              | Do              | Lu              | Ma              | Me              | Gi              | Ve              | Sa              | Do              | Lu              | Ma              | Me              | Gi              | Ve              | Sa              | Do              | Lu              | Ma              | Me              |                 |                 |
| Maggio          | Gi              | Ve              | Sa              | Do              | Lu              | Ma              | Me              | Gi              | Ve              | Sa              | Do              | Lu              | Ma              | Me              | Gi              | Ve              | Sa              | Do              | Lu              | Ma              | Me              | Gi              | Ve              | Sa              | Do              | Lu              | Ma              | Me              | Gi              | Ve              | Sa              |                 |
| Giugno          | Do              | Lu              | Ma              | Me              | Gi              | Ve              | Sa              | Do              | Lu              | Ma              | Me              | Gi              | Ve              | Sa              | Do              | Lu              | Ma              | Me              | Gi              | Ve              | Sa              | Do              | Lu              | Ma              | Me              | Gi              | Ve              | Sa              | Do              | Lu              |                 |                 |
| Luglio          | Ma              | Me              | Gi              | Ve              | Sa              | Do              | Lu              | Ma              | Me              | Gi              | Ve              | Sa              | Do              | Lu              | Ma              | Me              | Gi              | Ve              | Sa              | Do              | Lu              | Ma              | Me              | Gi              | Ve              | Sa              | Do              | Lu              | Ma              | Me              | Gi              |                 |
| Agosto          | Ve              | Sa              | Do              | Lu              | Ma              | Me              | Gi              | Ve              | Sa              | Do              | Lu              | Ma              | Me              | Gi              | Ve              | Sa              | Do              | Lu              | Ma              | Me              | Gi              | Ve              | Sa              | Do              | Lu              | Ma              | Me              | Gi              | Ve              | Sa              | Do              |                 |
| Settembre       | Lu              | Ma              | Me              | Gi              | Ve              | Sa              | Do              | Lu              | Ma              | Me              | Gi              | Ve              | Sa              | Do              | Lu              | Ma              | Me              | Gi              | Ve              | Sa              | Do              | Lu              | Ma              | Me              | Gi              | Ve              | Sa              | Do              | Lu              | Ma              |                 |                 |
| Ottobre         | Me              | Gi              | Ve              | Sa              | Do              | Lu              | Ma              | Me              | Gi              | Ve              | Sa              | Do              | Lu              | Ma              | Me              | Gi              | Ve              | Sa              | Do              | Lu              | Ma              | Me              | Gi              | Ve              | Sa              | Do              | Lu              | Ma              | Me              | Gi              | Ve              |                 |
| Novembre        | Sa              | Do              | Lu              | Ma              | Me              | Gi              | Ve              | Sa              | Do              | Lu              | Ma              | Me              | Gi              | Ve              | Sa              | Do              | Lu              | Ma              | Me              | Gi              | Ve              | Sa              | Do              | Lu              | Ma              | Me              | Gi              | Ve              | Sa              | Do              |                 |                 |
| Dicembre        | Lu              | Ma              | Me              | Gi              | Ve              | Sa              | Do              | Lu              | Ma              | Me              | Gi              | Ve              | Sa              | Do              | Lu              | Ma              | Me              | Gi              | Ve              | Sa              | Do              | Lu              | Ma              | Me              | Gi              | Ve              | Sa              | Do              | Lu              | Ma              | Me              |                 |